# فلاديمير تشيلومي
فلاديمير نيكولايفيتش تشيلومي (بالروسية: Влади́мир Никола́евич Челоме́й) (وُلد 30 يونيو 1914 - توفي 8 ديسمبر 1984) كان عالم ميكانيكا سوفيتيًّا، ومهندس طيران وصواريخ. ابتكر أول محرك نفاث نبضي في الاتحاد السوفيتي، وكان مسؤولًا عن تطوير أول صاروخ جوال مضاد للسفن ومجمعات الصواريخ البالستية العابرة للقارات يو آر-100، يو آر-200، يو آر-500 ويو آر-700.

## النشأة
وُلد تشيلومي في سيدلس، محافظة لوبلن، في الإمبراطورية الروسية (وهي الآن جزء من بولندا). بعمر الثلاثة أشهر، لجأت أسرته إلى بولتافا في أوكرانيا، وذلك مع اقتراب معارك الجبهة الشرقية في الحرب العالمية الأولى من بلدته.
انتقلت أسرته مجددًا إلى كييف وهو بعمر اثني عشر عامًا.
في 1932، التحق بمعهد كييف للبوليتكنيك (الذي أصبح لاحقًا أساس معهد كييف للطيران)، هناك أظهر فلاديمير نيكولايفيتش تميزه الدراسي. في 1936، نُشر أول كتاب له بعنوان تحليل المتجهات. خلال دراسته في المعهد المذكور، حضر تشيلومي محاضرات في جامعة كييف حول التحليل الرياضي ونظرية المعادلات التفاضلية والفيزياء الرياضية ونظرية المرونة والميكانيكا. كما حضر محاضرات توليو ليفي تشيفيتا في أكاديمية العلوم التابعة لجمهورية أوكرانيا الاشتراكية السوفيتية. في هذا الوقت، أصبح تشيلومي مهتمًّا بالميكانيكا ونظرية التذبذب ورافقه هذا الاهتمام طوال مسيرته اللاحقة. تخرج بمرتبة الشرف، وبعد التخرج عمل في المعهد محاضرًا، ودافع عن أطروحته للدكتوراه في 1939.

## الحرب العالمية الثانية
منذ بداية الحرب الوطنية العظمى في 1941، عمل تشيلومي في معهد برانوف المركزي لبناء محركات الطائرات، في موسكو، حيث ابتكر أول محرك نفث نبضي في 1942، بجهد مستقل عن التطويرات المماثلة في ألمانيا النازية.
في صيف 1944، بعدما شاع أمر استخدام ألمانيا النازية للصاروخ الجوال في-1 ضد أهداف في جنوب إنجلترا. في 9 أكتوبر 1944، وبعد قرار من لجنة الدفاع الحكومية السوفيتية ومفوض الشعب لصناعة الطيران أليكسي شاخورين، عُين تشيلومي مديرًا ومصممًا رئيسيًّا للمصنع إن 51 (رئيسه السابق نيكولاي بوليكاربوف، توفي قبلها بفترة قصيرة). مهمة تشيلومي كانت تصميم وبناء واختبار أول صاروخ جوال سوفيتي في أقرب وقت ممكن. في ديسمبر 1944، جرى اختبار الصاروخ 10 خ بإطلاقه من بوليكاربوف بي-8 وتيوبوليف تي يو-2.

## مكتب التصميم التجريبي-52 والمسيرة الأكاديمية
بعد نجاحه بإنتاج الصاورخ 10 خ، تأسس مكتب التصميم التجريبي-52 تحت قيادة تشيولمي. وأصبح تشيلومي كبير المصممين في هذه المؤسسة في 1955، حيث استمر بالعمل على الصواريخ الجوالة.
واصل تشيلومي بحثه العلمي، وحصل على درجة دكتوراه العلوم من جامعة موسكو التقنية الحكومية. بعد الدفاع عن أطروحته في 1951، أصبح بروفيسورًا في الجامعة 1952.
في 1958، قدم تشيلومي اقتراحًا لصاروخ عابر للقارات متعدد المراحل. ومع أن اقتراح مكتبه المسمى يو آر-200 رُفض وقُبل تصميم ميخائيل يانجل آر-36، فقد وافق المسؤولون على تصميم يو آر-100.
كان مكتب التصميم التجريبي-52 تابعًا لوزارة بناء الآليات التي يرأسها سيرجي أفاناسيف.

## صواريخ الفضاء
في 1959، عُين تشيلومي في منصب كبير مصممي معدات الطيران.
إلى جانب العمل على تصميم الصواريخ البالستية العابرة للقارات، بدأت العمل في مكتب التصميم التجريبي رقم 52 على تصميم المركبات الفضائية، وفي 1961 بدأ العمل على تصميم صاروخ باليستي عابر للقارات أكثر قوة، وهو يو آر-500، إلا أنه رُفض سريعًا بسبب كونه غير عملي للاستخدام العسكري.
في 1962، أصبح تشيلومي عضوًا في أكاديمية العلوم السوفيتية، في قسم الميكانيكا.
أصبح فلاديمير تشيلومي منافسًا لسيرجي كروليوف في السباق إلى القمر. اقترح تشيلومي استخدام صاروخ يو آر-500 لتنطلق به مركبة تحمل طاقمًا من رجلين في رحلة تقترب من القمر، وقد حاز اقتراحه دعمًا عبر أعضاء في عائلة رئيس الاتحاد السوفيتي نيكيتا خروتشوف. كذلك قال تشيلومي أن صاروخ يو أر-500 يمكن استخدامه لإطلاق محطة فضاء عسكرية.
بعد إزاحة نيكيتا خروتشوف عن السلطة، دُمج مشروعا تشيلومي وكروليوف، واستمر عمل برنامج القمر السوفيتي. ووقع أول إطلاق لصاروخ بروتون في عام 1965. واستخدم الصاروخ لاحقًا لإطلاق مسابير فضائية ومحطات فضاء وأقمار اصطناعية مزامنة للأرض.

## الجوائز
- بطل العمل الاشتراكي (1959، 1963)
- جائزة الدولة السوفيتية (1967، 1974، 1982)
- جائزة لينين (1959)
- وسام لينين (أربع مرات)
- وسام ثورة أكتوبر

## استشهادات
1. ↑  "Челомей Володимир Миколайович: засекречений конструктор. До 95-річчя від дня народження" (بالأوكرانية).
2. ↑  Encyclopædia Britannica | Vladimir Nikolayevich Chelomey (بالإنجليزية), QID:Q5375741
3. ↑  Чувашская энциклопедия (بالروسية). Чувашское книжное издательство. 2006. ISBN:978-5-7670-1471-2. QID:Q19909792.
4. ↑   https://kpi.ua/chelomey_volodymyr. {{استشهاد ويب}}: |url= بحاجة لعنوان (مساعدة) والوسيط |title= غير موجود أو فارغ (من ويكي بيانات) (مساعدة)
5. 1 2  "Дважды Герой Соц.Труда Челомей Владимир Николаевич". warheroes.ru. مؤرشف من الأصل في 2021-08-13. اطلع عليه بتاريخ 2013-12-09.